# Avoluoto (ö i Norra Karelen, Mellersta Karelen, lat 62,13, long 29,74)
Avoluoto är en ö i Finland. Den ligger i sjön Jouhenlampi och i kommunen Kides i den ekonomiska regionen  Mellersta Karelens ekonomiska region  och landskapet Norra Karelen, i den sydöstra delen av landet, 300 km nordost om huvudstaden Helsingfors. Öns area är omkring 280 kvadratmeter och dess största längd är 20 meter i sydöst-nordvästlig riktning.